# Hunch
《Hunch》(헌치)는 대한민국의 인디 록 밴드 아침의 첫 번째 정규 음반이다. 2010년 6월 3일 붕가붕가레코드를 통하여 발매되었다. 음반에는 밴드가 2009년에 발표한 EP 《거짓말꽃》에 수록된 3곡과 보너스 트랙을 포함한 신곡 8곡이 수록되어 있다.

## 수록곡
1. 맞은편 미래
2. Pathetic Sight
3. 무표정한 발걸음
4. 불꽃놀이
5. Signal Flows
6. 이 비가 그친 뒤
7. 파도색 신발
8. 불신자들
9. 거짓말꽃
10. 매일매일
11. 커피는 싫어요 (보너스 트랙)

## 참가
- 권선욱 - 보컬, 기타
- 김수열 - 드럼
- 박선영 - 베이스 기타
- 김동현 - 기타